# Hydroscapha crotchi
Hydroscapha crotchi is een keversoort uit de familie Hydroscaphidae. De wetenschappelijke naam van de soort is voor het eerst geldig gepubliceerd in 1874 door Sharp.